# Ryuta Kawashima
Professor Ryuta Kawashima (川島隆太 Kawashima Ryūta), född 23 maj 1959 i Chiba, Japan, är en japansk neurolog som blev känd på grund av sitt framträdande i Nintendo DS-spelserien Brain Training. Bakgrunden till detta är att han år 2003 släppte en bok som i sin engelska översättning fick namnet "Train Your Brain: 60 Days to a Better Brain", vilken blev en stor succé, versionen som släpptes även utanför Japan såldes i 2,5 miljoner exemplar. Han utvecklade även en produkt för att träna hjärnan, som 2005 följaktligen blev ett spel till Nintendo DS.